# Лаклид (округ)
Округ Лаклид (англ. Laclede County) — округ штата Миссури, США. Население округа на 2009 год составляло 35 432 человека. Административный центр округа — город Лебанон.

## История
Округ Лаклид основан в 1849 году.

## География
Округ занимает площадь 1983.9 км2.

## Демография
Согласно оценке Бюро переписи населения США, в округе Лаклид в 2009 году проживало 35 432 человека. Плотность населения составляла 17.9 человек на квадратный километр.